# Francisco Antonio Vallejo

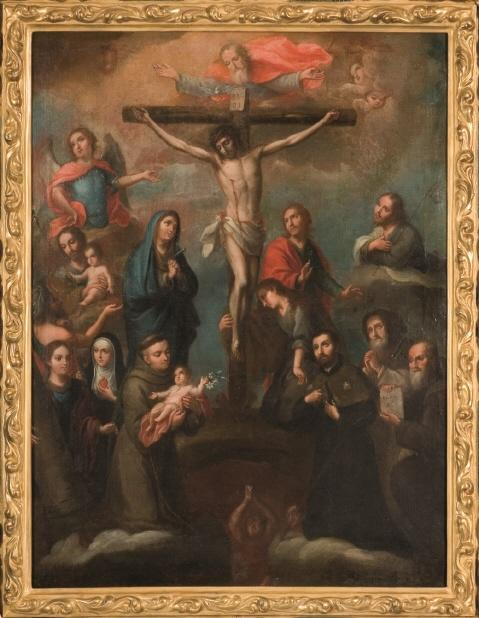
Crucifixión con gloria, ángeles y santos, óleo sobre lienzo, 108 x 87 cm, Santiago de Compostela, Museo de las Peregrinaciones

Francisco Antonio Vallejo (1722-1785) fue un pintor tardobarroco novohispano.

## Biografía
Trabajó durante más de 30 años. Sus principales obras se ubican en el Templo de la Enseñanza de la Ciudad de México; la sacristía de la capilla del Colegio de San Ildefonso; y la gran serie de la Vida de San Elías en el Convento del Carmen en San Luis Potosí.
Su obra se inserta en el último periodo del Barroco novohispano, integra recursos histrionicos y marcando su personalidad artística con los colores que manejó en su paleta, sobre todo en el azul en diversas gamas, el cual se convirtió en un identificador de los cuadros salidos de su taller.
Fue maestro en la Academia de San Carlos, perteneció al grupo de la Academia de Pintura en 1754.

## Obra
- Glorificación de la Inmaculada, 1774, Museo Nacional de Arte, Ciudad de México[4]
- Escudo de monja
- Retrato de fray Antonio Alcalde  y Barriga, obispo que fue de Yucatán y Guadalajara, 1771ca.
- Sagrado corazón de Jesús, 1780
- Virgen de Guadalupe, 1781
- Inmaculada concepción
- Vida de San Elías. Convento del Carmen